# Cupid's Bath
Cupid's Bath è un cortometraggio muto del 1915 diretto da Hal Roach.

## Produzione
Il film fu prodotto dalla Essanay Film Manufacturing Company. Venne girato in California, a Los Angeles.

## Distribuzione
Distribuito dalla General Film Company, il film - un cortometraggio di una bobina - uscì nelle sale cinematografiche USA l'11 novembre 1915.